# ありコレ〜ありんこのDVD COLLECTION
『ありコレ〜ありんこのDVD COLLECTION』（ありコレ〜ありんこのディーブイディーコレクション）は、2005年8月から2006年7月までTBSで放送されていたバラエティ番組である。

## 概要
毎回「ありんこ」こと太田在が出演していた深夜のミニ番組。番組前半では太田が一人芝居をする模様を、後半では太田が番組おすすめのDVDソフトを紹介する模様を放送していた。
番組は毎週火曜（月曜深夜）・水曜（火曜深夜）・木曜（水曜深夜）に放送されていたが、放送時間は特に決まっていなかった。実尺は4分程度。